# Ferdinand Roybet

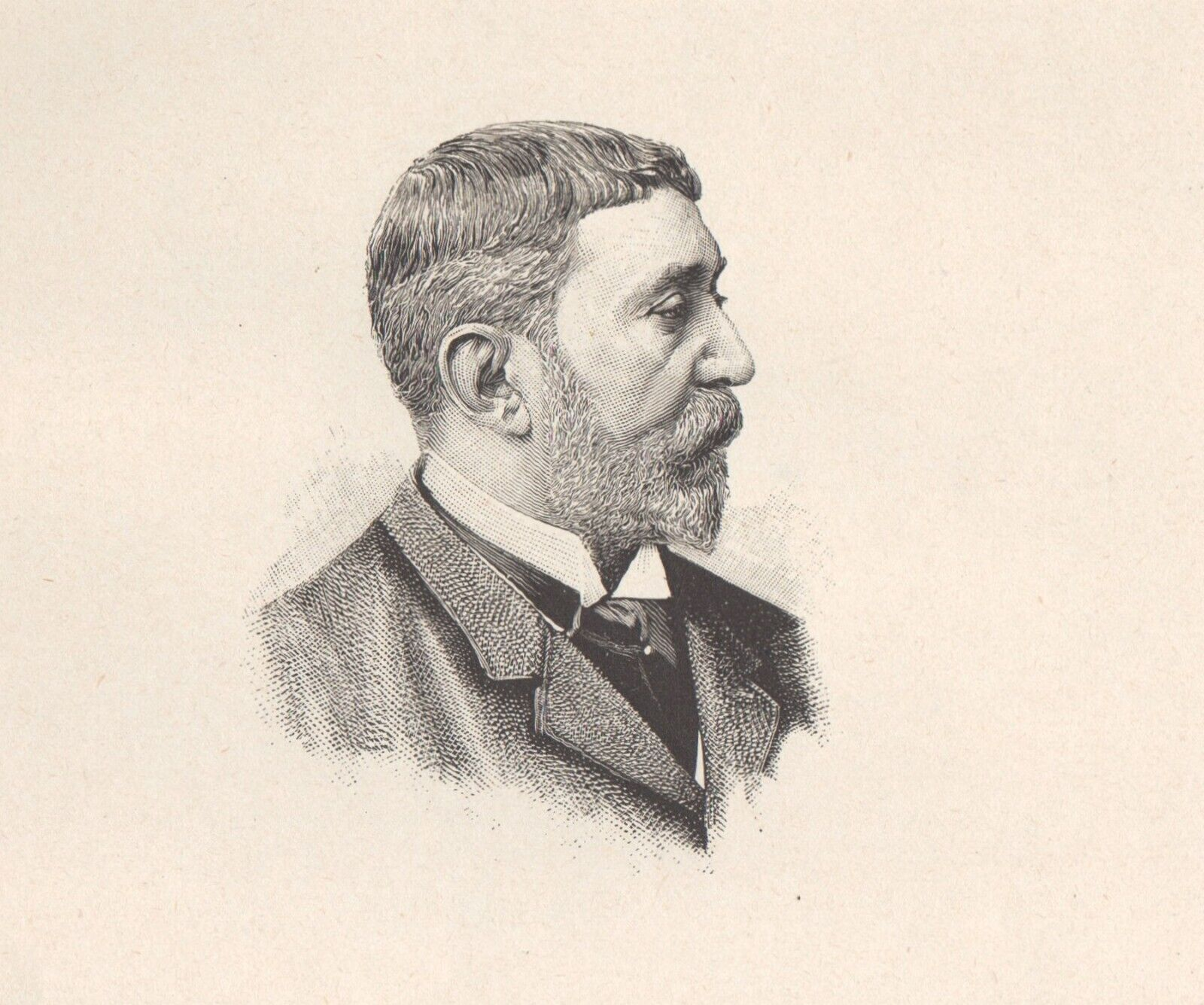
A. Brauer: Ferdinand Roybet

Ferdinand Victor Léon Roybet (geboren am 12. April 1840 in Uzès; gestorben am 11. April 1920 in Paris) war ein französischer Maler.

## Leben und Werk
Ferdinand Roybet kam 1840 als Sohn eines Gastwirts in Uzès zur Welt. Die Familie ließ sich 1846 in Lyon nieder. Dort studierte Roybet Kunst an der École des beaux-arts. 1863 zog er nach Paris und wurde dort Schüler des Malers Jean-Georges Vibert. Ab 1865 stellte er Gemälde im Salon de Paris aus. In seinem Werk orientierte sich Roybet an flämische und italienische Meister des Barock und wählte als Bildmotiv meist Porträts und Genreszenen mit historischen Motiven. Seine Werke waren bei seinen Zeitgenossen sehr beliebt und fanden Eingang in private und öffentliche Sammlungen in Frankreich und den Vereinigten Staaten. Roybet war auch als Radierer aktiv. In seinem Alterswerk wandte er sich biblischen Themen wie der Passion Christi zu. Seine Schülerin Consuelo Fould hat 1927 der Stadt Courbevoie das Musée Roybet Fould gestiftet, in dem Werke beider Künstler zu sehen sind.

## Gemälde in öffentlichen Sammlungen (Auswahl)

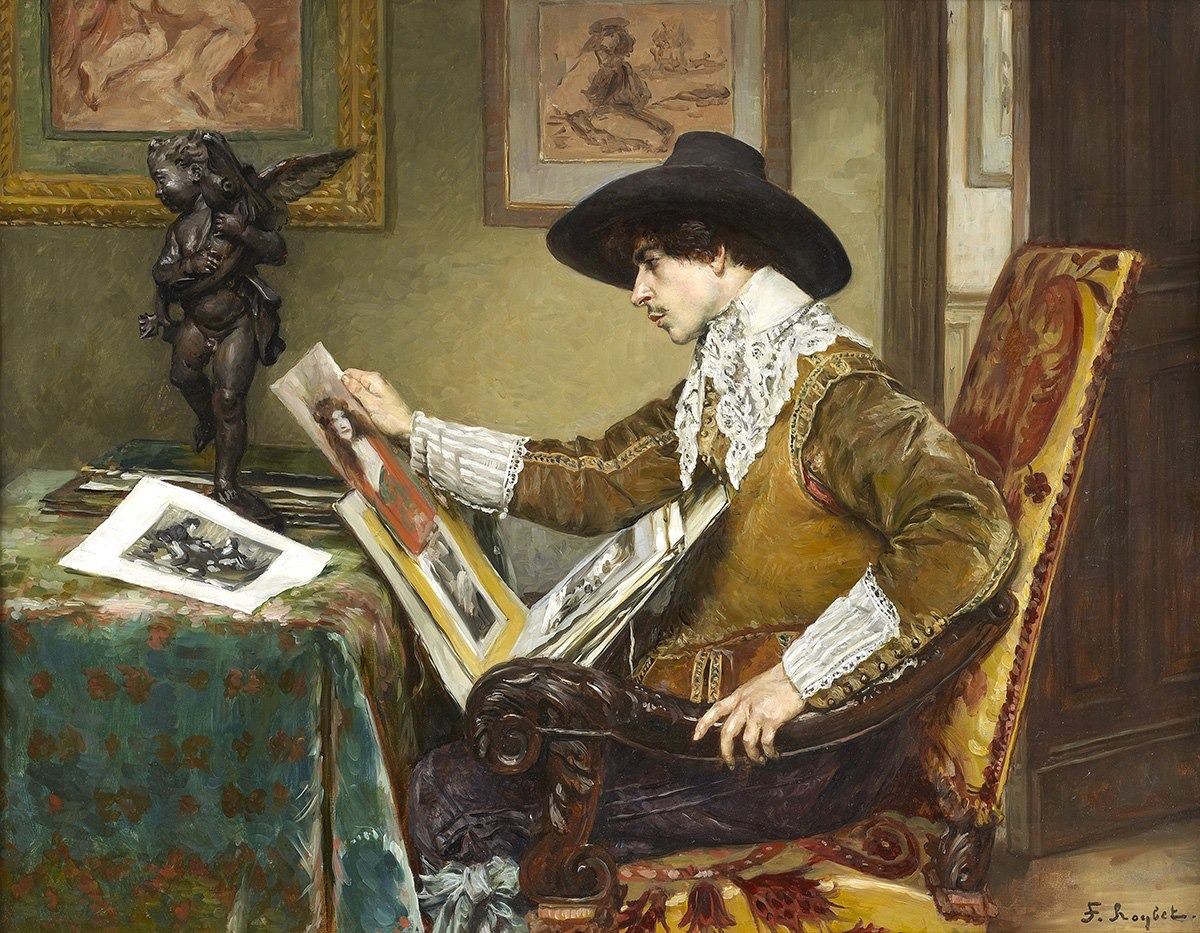
Ferdinand Roybet: Le connaisseur, Privatsammlung

- Fillette à la poupée – Musée d’Orsay, Paris
- Hallebardier Louis XIII – Palais des Beaux-Arts de Lille, Lille
- Les amateurs de peinture – Musée des Beaux-Arts, Marseille
- Le Golgotha – Musée des Beaux-Arts, Dijon
- Le Géographe – Musée des Beaux-Arts, Bordeaux
- Portrait d’Hector Brame enfant – Musée des Beaux-Arts, Lyon
- Portrait d’acteur – Musée d’Évreux, Évreux
- Portrait de flamand du XVIIe siècle – Musée Antoine-Lécuyer, Saint-Quentin
- Tête d’enfant – Musée des Beaux-Arts, Rouen
- Triboulet – Musée des Beaux-Arts, Marseille
- Tête d’homme – Musée des Beaux-Arts, Bordeaux
- Un fou sous Henri III – Musée de Grenoble, Grenoble
- Musketiere beim Schachspiel in einem Wirtshaus – Nationalmuseum für westliche Kunst, Tokio
- Clown – Nationalmuseum für westliche Kunst, Tokio
- Junge mit einem Weinglas – Museum of Fine Arts, Boston
- Junger Mann in mittelalterlicher Kleidung – Museum of Fine Arts, Boston